# Paolo Bediones
Paolo Bediones, né le 17 mars 1974, est un animateur de télévision, journaliste, commentateur radio et acteur philippin.   

## Biographie
Paolo, seul garçon parmi quatre enfants, est le fils de Rodolfo Pineda Bediones (de Roxas City, Capiz ) et de Maria Teresa Barba qui se sont séparés lorsque Paolo était encore jeune. Sa mère Maria est la fille de Fortuna Marcos-Barba (la grand-mère maternelle de Paolo) qui est la sœur du président Ferdinand Marcos (le grand-oncle maternel de Paolo). 
Son arrière-grand-père était Maximo Bediones (1820–1932) qui a réussi à engendrer un fils à l'âge de 99 ans . Bediones a trois sœurs. Son ancienne conjointe était l'ancienne reine de beauté Abby Cruz. Le couple a été victime du recèle d'une de leur sextape par un atelier de réparation d'ordinateurs portables.   
Bediones a commencé sa carrière en tant que mannequin commercial, puis est passé à l'animation d'émissions de télévision. Il est surtout connu pour avoir animé les émissions de GMA Network Extra Challenge et Survivor Philippines. Il présente depuis 2009 le journal sur TV5.

## Récompenses
- PMPC Star Awards de la télévision 
  - Meilleur animateur de talk-show en 2005 pour S-Files
  - Lauréat de la meilleure téléréalité en 2004, 2005 et 2006 pour Extra Challenge
  - Meilleure émission de voyages pour Pinoy Meets World en 2007
  - Meilleur animateur d'émissions de téléréalité pour Survivor Philippines  en 2009
- Prix Aliw : Hall of Fame de 2000 à 2006